# Kśanikawada
Kśanikawada (skt kṣanikavāda) – buddyjska teoria chwilowości. Kśana – chwila, vāda – nauka, wiedza.
Wczesna buddyjska teoria o nietrwałości (skt anitya) została później rozwinięta w teorię chwilowości. Było to związane z teorią anatmana (braku ja, nie ja). Teoria nietrwałości nie nadawała się do wspierania anatmy. Chwilowość – nieprzerwany ciąg ginięcia czy wygasania jednego fenomenu i powstawania następnego, innego już fenomenu, początkowo odnoszona tylko do umysłu, znakomicie wspierała teorię braku ja, została więc rozszerzona i dotyczyła wszystkich rzeczy.
Wszelkie istnienie jest chwilowe. Trwałe istnienie jest sprzecznością samą w sobie. Istnienie jest zdolnością do wywoływania przemian w porządku rzeczy. Trwałe rzeczy nie mogą posiadać tej zdolności wywoływania przemian.
Gdyby rzeczy (dharmy) nie zmieniały się w przeszłości, teraźniejszości i przyszłości, nie byłoby racji, dla której miałyby one powodować różne skutki w różnych punktach czasu. 
Przyroda jest jedną nieprzerwaną wibracją, nieskończonym rozwojem powiązanym żelaznym łańcuchem przyczynowości. Jest to ciągła stałość, jedna i niepodzielna. Każde wydarzenie wysyła drganie przez cały krąg istnienia, który jest tylko inną nazwą dla nieustającej przemiany. Buddyzm dostrzega wieczyste kosmiczne prawo, czyli uporządkowany proces postępowania nawet w samym mechanizmie bezdusznego wszechświata. Jest on potężnym labiryntem, niepozbawionym jednak planu. Koło porządku kosmicznego obraca się bez stwórcy, bez znanego początku, aby istnieć ciągle mocą następujących po sobie przyczyn i skutków. (Buddhaghosa Visuddhimagga) 
Doktryna chwilowości traktuje jako aksjomat twierdzenie, że żadna dharma nie pojawia się w dwu momentach. Nagardżuna (skt. Nāgārjuna) wykazuje, że jeśli każda chwila jest podzielna na kilka podchwil, to żadna dharma w ogóle się nie pojawia.
Później Arjadewa (skt. Āryadeva) użył tego pomysłu Nagardżuny do obalenia teorii atomów. Mādhyamikakārikā Nagardżuny szczególnie mocno atakuje doktrynę chwilowości i odrzuca zarówno stanowiska sautrāntików, jak i wajbaszików.
W Karmasiddhiprakarana Wasubandhu także skrytykował teorię chwilowości dharm. Odczuwał, że teoria ta nie wyjaśnia pewnych kategorii ciągłości. Na przykład nie wyjaśnia przekonywająco ponownego pojawienia się strumienia świadomości po jego przerwaniu w fazie głębokiego snu. Tak samo niewystarczająco wyjaśnia ciągłość przejścia z jednego życia do drugiego. Aby rozwiązać te i inne problemy, Vasubandhu wprowadził pojęcie alajawidźniany (skt ālayavijñāna) – magazynu świadomości.